# Torneo Nacional de Boxeo Playa Girón 2001
Das Torneo Nacional de Boxeo Playa Girón 2001 wurde vom 22. bis zum 29. Januar 2001 in Santiago de Cuba ausgetragen und war die 40. Austragung der nationalen kubanischen Meisterschaften im Amateurboxen.

## Medaillengewinner
Die Meistertitel wurden in zwölf Gewichtsklassen vergeben.
| Gewichtsklasse                  | Gold                 | Silber             | Bronze               |
| ------------------------------- | -------------------- | ------------------ | -------------------- |
| Halbfliegengewicht (bis 48 kg)  | Yan Barthelemí       | Yuriorkis Gamboa   | Endry Quiala         |
| Halbfliegengewicht (bis 48 kg)  | Yan Barthelemí       | Yuriorkis Gamboa   | Andry Laffita        |
| Fliegengewicht (bis 51 kg)      | Osvaldo Liranza      | Yumaiki Aguilar    | Yosvany Acosta       |
| Fliegengewicht (bis 51 kg)      | Osvaldo Liranza      | Yumaiki Aguilar    | Maikro Romero        |
| Bantamgewicht (bis 54 kg)       | Guillermo Rigondeaux | Kenier Castellanos | Puro Pairol          |
| Bantamgewicht (bis 54 kg)       | Guillermo Rigondeaux | Kenier Castellanos | Eduardo Aces         |
| Federgewicht (bis 57 kg)        | Rencise Pérez        | Yunier Barzaga     | Stalin López Cabrera |
| Federgewicht (bis 57 kg)        | Rencise Pérez        | Yunier Barzaga     | Waldemar Font        |
| Leichtgewicht (bis 60 kg)       | Mario Kindelán       | Rudinelson Hardy   | Juan Despaigne       |
| Leichtgewicht (bis 60 kg)       | Mario Kindelán       | Rudinelson Hardy   | Leonardo Rivero      |
| Halbweltergewicht (bis 63,5 kg) | Inocente Fiss        | Estenio Gutiérrez  | Alexander Popa       |
| Halbweltergewicht (bis 63,5 kg) | Inocente Fiss        | Estenio Gutiérrez  | Wisney Aldazabal     |
| Weltergewicht (bis 67 kg)       | Lorenzo Aragón       | Yudel Johnson      | Yosbani Delgado      |
| Weltergewicht (bis 67 kg)       | Lorenzo Aragón       | Yudel Johnson      | Victor Romero        |
| Halbmittelgewicht (bis 71 kg)   | Damián Austin        | Pedro Valdes       | Yaikel Blanco        |
| Halbmittelgewicht (bis 71 kg)   | Damián Austin        | Pedro Valdes       | Yoelis Leal          |
| Mittelgewicht (bis 75 kg)       | Yordanis Despaigne   | Jorge Gutiérrez    | Ofany Suárez         |
| Mittelgewicht (bis 75 kg)       | Yordanis Despaigne   | Jorge Gutiérrez    | José López Piloto    |
| Halbschwergewicht (bis 81 kg)   | Yohanson Martínez    | Humberto Savigne   | Orlando Reyes        |
| Halbschwergewicht (bis 81 kg)   | Yohanson Martínez    | Humberto Savigne   | Walter Cabreja       |
| Schwergewicht (bis 91 kg)       | Odlanier Solís       | Isael Álvarez      | Alexander Marin      |
| Schwergewicht (bis 91 kg)       | Odlanier Solís       | Isael Álvarez      | Noel Pérez           |
| Superschwergewicht (über 91 kg) | Pedro Carrión        | Leonardo Enrich    | Michel López         |
| Superschwergewicht (über 91 kg) | Pedro Carrión        | Leonardo Enrich    | Adonis Conti         |